# Штутово (гмина)
Штутово (пол. Sztutowo) — сельская гмина (волость) в Польше, входит как административная единица в Новодвурский повет, Поморское воеводство. Население — 3551 человек (на 2004 год).

## Демография
| Перепись                       | Всего   | Всего | Женщины | Женщины | Мужчины | Мужчины |
| ------------------------------ | ------- | ----- | ------- | ------- | ------- | ------- |
| Единицы                        | человек | %     | человек | %       | человек | %       |
| Население                      | 3551    | 100   | 1787    | 50,3    | 1764    | 49,7    |
| Плотность населения (чел./км²) | 33      | 33    | 16,6    | 16,6    | 16,4    | 16,4    |

## Соседние гмины
1. Крыница-Морска
2. Гмина Новы-Двур-Гданьски
3. Гмина Стегна
4. Гмина Толькмицко
5. Може-Балтыцке